# Asociación Mutual Social y Deportiva Atlético de Rafaela
La Asociación Mutual Social y Deportiva Atlético de Rafaela, o semplicemente Atlético de Rafaela, è una società calcistica argentina con sede nella città di Rafaela, nella provincia di Santa Fe. Milita in Primera B Nacional, la seconda serie del calcio argentino.

## Storia
Il club venne fondato il 13 gennaio 1907 con il nome di Club Atlético Argentino de Rafaela, poi rinominato Club Atlético de Rafaela nel 1915. Nel 1988 assunse l'attuale denominazione.
Nel 1989 raggiunse la Primera B Nacional. Vi disputò 14 stagioni, finché non si aggiudicò sia il torneo di Apertura 2002 che quello di Clausura 2003, ottenendo così la promozione in Primera División. L'esperienza in massima serie durò una sola stagione, allorché alla fine della stagione perse lo spareggio promozione/retrocessione contro l'Huracán de Tres Arroyos e tornò in Primera B Nacional.
Nel 2005 fallì la chance di tornare in Primera División, perdendo lo spareggio contro l'Argentinos Juniors e permanendo così nella seconda divisione. Nel 2009 fallì un'altra chance di promozione, perdendo il doppio confronto con il Gimnasia La Plata.
Nel 2011 torna per la seconda volta nella sua storia in massima serie, vincendo la Primera B Nacional.

## Palmarès

### Competizioni nazionali
- Primera B Nacional: 2

2002-2003, 2010-2011

### Altri piazzamenti
- Copa Argentina:

Semifinalista: 2013-2014
- Primera B Nacional:

Terzo posto: 2008-2009, 2009-2010

## Stagioni passate
- stagione 2013-2014
- stagione 2015-2016